# Manège des rochers
Le Manège des rochers (Felsenreitschule) est un manège situé à Salzbourg et aménagé en lieu de représentations lyriques et théâtrales par Clemens Holzmeister en 1926 ; il accueille des représentations du Festival de Salzbourg.
Il a été construit en 1693 par Fischer von Erlach au pied du Mönschberg pour l'entraînement de la cavalerie de l'archevêque de Salzbourg. Ses quatre-vingt-seize arcades sont creusées dans la roche de la montagne même.
L'architecte du palais des festivals, Clemens Holzmeister, l'aménage dans les années 1920. Le manège, qui peut servir à des représentations d'opéra ou de théâtre et à des concerts, peut accueillir mille cinq cents personnes. Le festival s'y installe en 1926, avec une production de la pièce de Goldoni Arlecchino servitore di due padroni (Arlequin serviteur de deux maîtres).
Un opéra y est joué en 1948, Orphée et Eurydice de Gluck, dirigé par Herbert von Karajan.
Les dernières scènes du film La Mélodie du bonheur (1965) y ont été tournées.
L'ensemble est élargi et modernisé en 1969-1970 d'après des plans d'Holzmeister, et un toit rétractable est ajouté.